# プランタン (ダイエーの店舗ブランド)

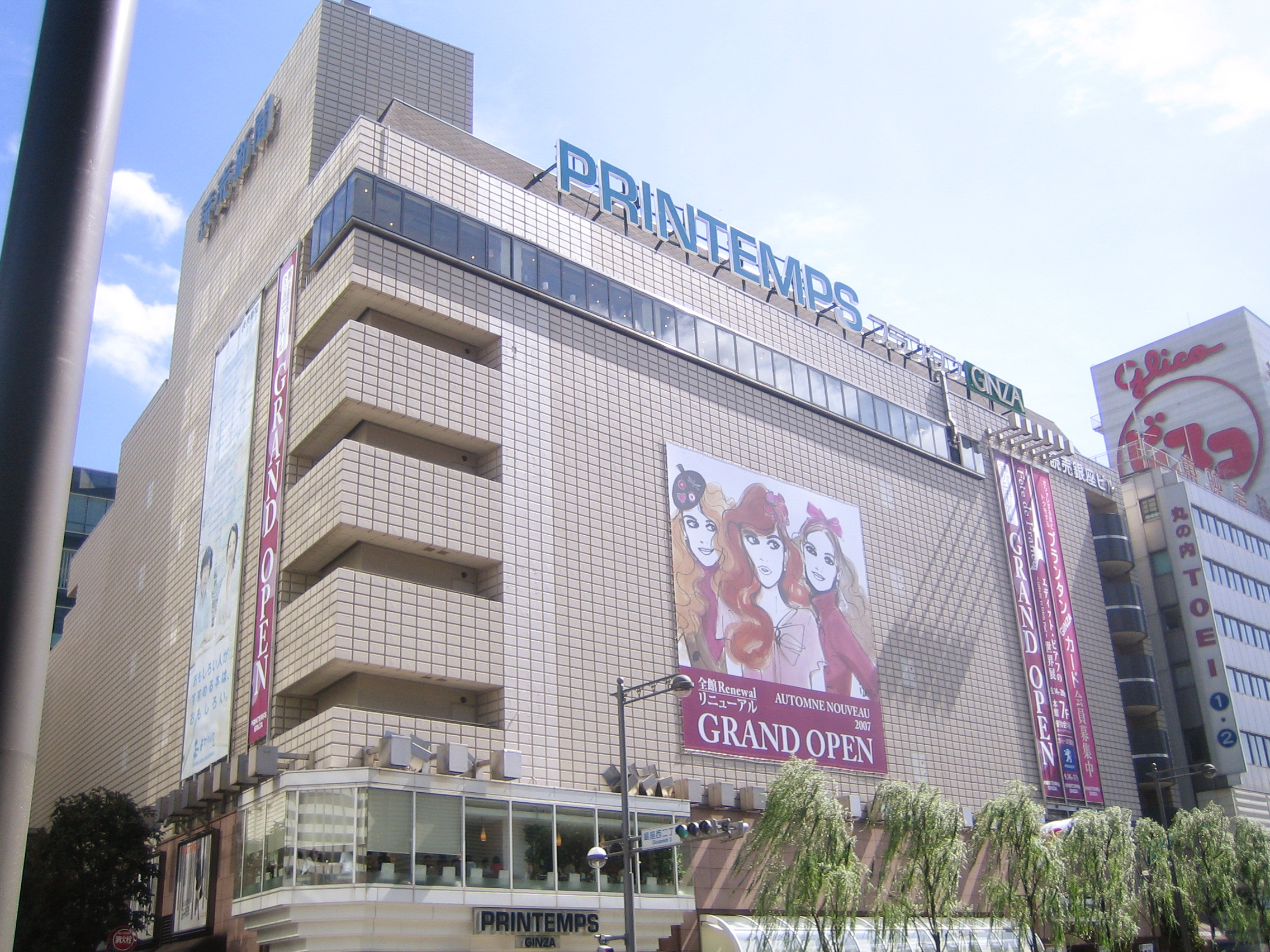
プランタン銀座（2007年9月17日）

プランタン（フランス語: Printemps）はダイエーグループの百貨店事業における店舗ブランドである。本項では、これらの店舗のうち一部が改称したカテプリ（ラテン文字表記：Qualite Prix）についても記載する。

## 概要
ダイエーは百貨店事業へ進出するため、1980年3月にフランスの百貨店プランタンと提携調印して4月に合弁会社オ・プランタン・ジャポンを設立する。1981年3月6日に1号店として兵庫県神戸市三宮に出店して日本のプランタンが始まる。
のちに新さっぽろ（北海道札幌市）、なんば（大阪府大阪市）を出店し、1983年にダイエー子会社としてプランタン銀座を設立して4店目を開業した。
ほかにオ・プランタン・ジャポンの完全子会社のプチ・プランタンが婦人服・雑貨を取り扱うプチ・プランタン三軒茶屋（東京都世田谷区）などを展開したが、オ・プランタン・ジャポンの経営悪化が響き、1989年にダイエー子会社のロベリアへ合併された。
開業当時は華々しかったプランタンも展開を開始した1980年代初期は銀座を除く3店舗は不調で、1983年2月期にアラモアナセンターの投資負担なども要因して初の連結ベースで160億円の赤字となり、ダイエー内でPCB企業問題と俗称される経営悪化に陥る。ダイエーは地域の運営部門が商品供給と管理業務を行い業績回復を図るも振るわず、三宮、なんばの2店舗をダイエー直営に、新さっぽろをダイエー子会社の北海道ダイエーへ移管し、合弁会社を清算して負の流れを止めた。これによりオ・プランタン・ジャポンは清算された。
オ・プランタン・ジャポンを清算後にダイエーは、いちかわ、神戸本館、金沢八景、甲子園を出店する。
2000年3月に、ダイエーとプランタン間の「プランタン」名称使用許諾契約満了に伴い、最後まで現存した銀座を除く2店舗を「カテプリ（仏: Qualite Prix）」に名称変更した（後述）。プランタン銀座は、運営会社のプランタン銀座がダイエーとは別に商号および商標の使用契約を結んでおり変更しなかった。
ダイエーとしての「プランタン」の終焉は、ダイエーの経営悪化による売却である。2002年6月14日に読売新聞社へプランタン銀座の株式が売却されたことでダイエーグループから離脱してダイエーグループで「プランタン」店舗が消滅した。プランタン銀座は、2015年12月15日にプランタンとの商号および商標の使用契約を2016年12月末で終了することが発表し、2016年12月31日に閉店したことで日本国内から「プランタン」の店舗が消滅した。

## 沿革
- 1980年3月 - ダイエーがフランスのプランタンと提携調印。
- 1980年4月 - ダイエーとプランタンとの合弁会社オ・プランタン・ジャポンを設立。
- 1981年3月6日 - 日本進出1号店プランタン三宮開業。
- 1981年9月 - オ･プランタン・ジャポンの完全子会社プチ・プランタンを設立。
- 1981年10月 - プチ・プランタンの1号店となる三軒茶屋店開業。
- 1982年6月1日 - サンピアザ内にプランタン新さっぽろ開業。
- 1983年（日付不明） - プチ・プランタンをダイエー大宮店に出店。ダイエー本体にインショップで出店するのは初。
- 1983年8月17日 - 株式会社プランタン銀座を設立。
- 1983年11月1日 - プランタン新さっぽろを分離し独立採算制へ。運営がオ・プランタン・ジャポンからダイエー全額出資のプランタン北海道となる。
- 1984年1月14日 - プランタンなんば開業。
- 1984年4月27日 - プランタン銀座開業。
- 1985年9月 - プランタン三宮、プランタンなんばをオ・プランタン・ジャポンの経営悪化を理由にダイエーに吸収、直営店になる。
- 1985年11月 - プランタン新さっぽろの運営が経営悪化を理由にプランタン北海道から北海道ダイエーとなる。
- 1986年2月 - 合弁会社オ･プランタンジャポンを清算。
- 1988年11月25日 - ニッケコルトンプラザ内にいちかわプランタン開業。
- 1989年9月1日 - プチ・プランタンがダイエー子会社のロベリアに吸収合併される。
- 1991年4月下旬 - プランタン神戸本館開業。それに伴い、プランタン三宮はプランタン神戸ヤング館に名称変更。プランタン神戸を構成する。
- 1991年9月27日 - 金沢八景プランタン開業。
- 1993年6月17日 - プランタン甲子園開業。
- 1994年10月1日 - 金沢八景プランタンがPOS集中管理による運営子会社の整理の関係でダイエー金沢八景店に業態変更し直営化。
- 1995年1月17日 - 阪神・淡路大震災で被災したプランタン神戸本館・ヤング館の営業を中止。
- 1995年4月23日 - プランタン神戸本館が大幅改装され、ダイエー三宮駅前店に名称変更し直営化。
- 1995年9月1日 - 不採算となっていたプランタン甲子園を経営の効率化のため、ダイエー甲子園店に業態変更し直営化。
- 1995年10月 - 「プランタン神戸ヤング館」が大幅改装され、三宮OPA（OPA運営）となる。
- 1996年 - いちかわプランタンがダイエーいちかわコルトンプラザ店に業態変更。
- 2000年3月21日 - プランタンなんばがカテプリなんばに名称変更。
- 2000年3月22日 - プランタン新さっぽろがカテプリ新さっぽろに名称変更。
- 2002年6月14日 - プランタン銀座の株式がダイエーから読売新聞社に売却され、プランタン銀座がダイエーグループを離脱。ダイエーグループから「プランタン」が消滅。
- 2016年12月31日 - プランタン銀座がプランタンとの商号・商標使用契約終了。プランタン銀座が閉店し、日本国内から「プランタン」が消滅。

## 店舗

### プランタン三宮→プランタン神戸

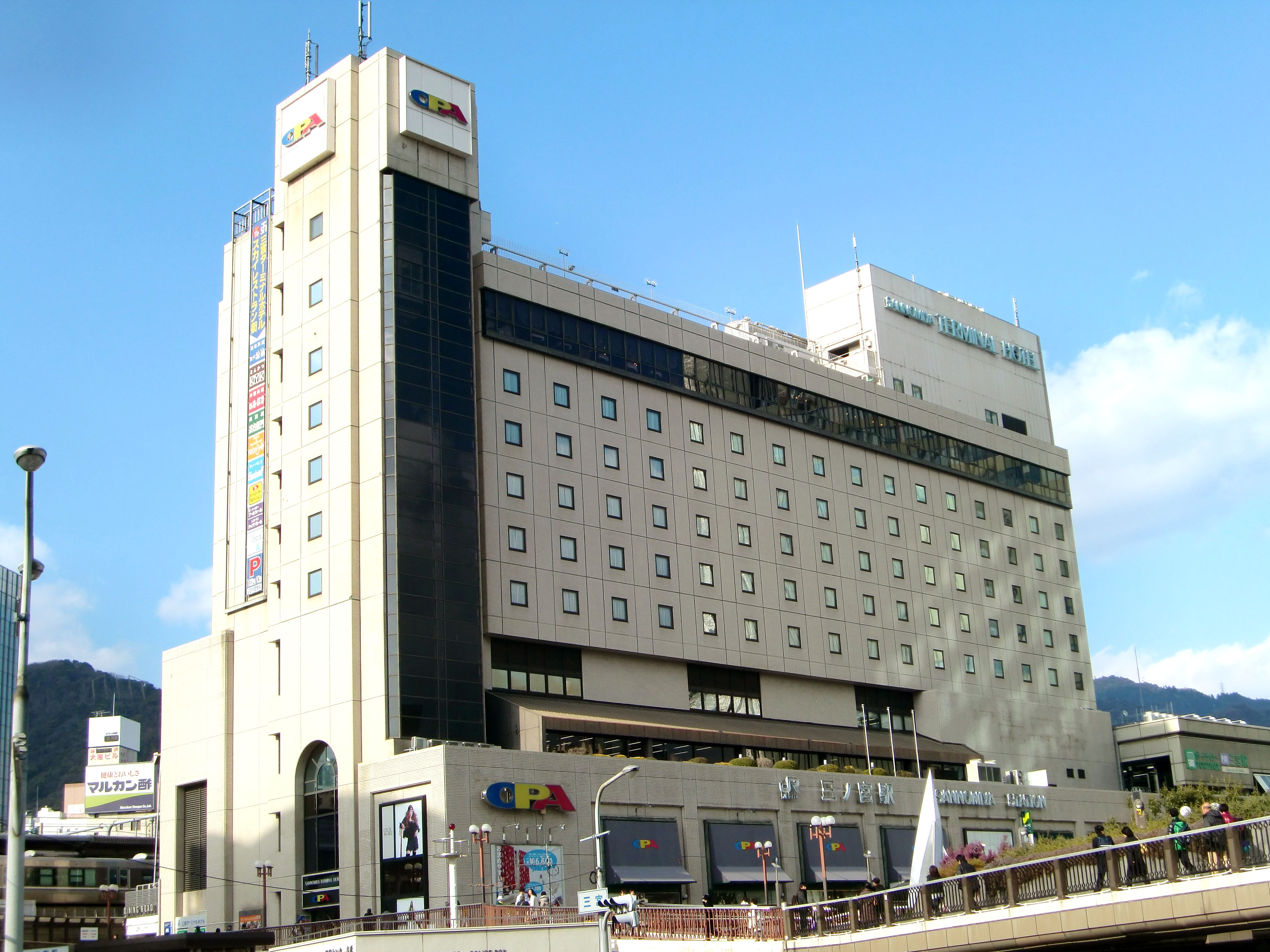
日本1号店のプランタン三宮であった三宮オーパ

（運営:オ・プランタン・ジャポン、ダイエー、プランタン神戸、プランタンデパート関西、1981年3月8日・1991年4月27日 - 1995年1月15日）兵庫県神戸市中央区に位置する日本における「プランタン」の1号店である。三宮ターミナルビルの建設にあたり、阪急百貨店が3,000平方メートルを占有する主要テナントとして入居計画されたが、店舗面積が狭くなるため断念し、代替でプランタンが開業する。1981年の開業当初は三宮ターミナルビルの単館体制でプランタン三宮と称する。1991年に6号店となる神戸パート2が隣接地で開業し、当店はプランタン神戸パート1に改称する。のちにパート1がヤング館、パート2が神戸本館と改称した。
1995年の阪神・淡路大震災で、本館がダイエー三宮駅前店に（ダイエー直営、店番号0622、1995年4月 - 店名変更）、ヤング館が三宮OPAにそれぞれ業態転換（OPA運営、1995年10月 - 店名変更）した。ダイエーやOPAへの業態転換について、中内㓛は神戸新聞のインタビューで「震災でニーズも変わった。安い生活必需品が求められ、夜も活動する店舗が求められている。百貨店はいらない。要請に合わせて変化するのが流通業の仕事だ」と述べる。
三宮地区の他のダイエー系の店舗と異なり、三宮オーパ・ダイエー三宮駅前店は20年ほど存続した。2015年8月27日にダイエー三宮駅前店はダイエー神戸三宮店へ店名を変更し、2017年2月26日に三宮オーパ2が入居した。三宮ターミナルビル取り壊しのため2018年2月28日に三宮オーパは閉店したが、同年4月27日に三宮ビブレ地下1階に移転し、2019年8月23日からは三宮ビブレが名称変更する形で（2代目）三宮オーパとして営業している。

### プランタン新さっぽろ
（運営:オ・プランタン・ジャポン、プランタン北海道、北海道ダイエー、ダイエー、1982年6月1日 - 2000年3月22日）北海道札幌市厚別区　
- 2号店。ショッピングセンターである新さっぽろアークシティサンピアザを構成し、ショッピングセンターにプランタン新さっぽろのほかダイエー厚別店（後にダイエー新さっぽろ店に名称変更、2015年9月1日に営業権がイオン北海道に移管され、イオン新さっぽろ店となる）も入居した。
- 2000年3月にカテプリ新さっぽろへ名称変更し、のちの変遷は下記を参照。

### プランタンなんば
詳細はエスカールなんばを参照
（運営:オ・プランタン・ジャポン、プランタンなんば、ダイエー、プランタンデパート関西、1984年1月14日 - 2000年3月21日）大阪府大阪市中央区、名称:プランタンなんばビル
- 3号店。ハイテクハイタッチを売りに千日デパート跡地に出店した。のちにカテプリなんばへ名称を変更した。

### プランタン銀座
詳細はプランタン銀座を参照
（運営:プランタン銀座、1984年4月27日 - 2016年12月31日）東京都中央区
- 4号店。ダイエーが開業した店舗の中で売り上げが好調のドル箱店舗であった。新さっぽろとなんばの改称後は日本国内唯一の「プランタン」店舗となった。
- 2002年6月14日にダイエーがプランタン銀座の株式を売却してダイエーの関連会社から離脱し、読売新聞社が親会社となるが営業を継続する。
- 2016年12月31日に閉店。隣接する商業施設マロニエゲートと統合され、プランタン銀座本館を「マロニエゲート銀座2」、プランタン銀座アネックスを「マロニエゲート銀座3」に変更し、2017年3月中旬に再開業[8]。

### いちかわプランタン
（運営:ダイエー、1988年11月25日 - 1996年）千葉県市川市
- 5号店。開業当初からダイエーが直営で運営するプランタンはこれが最初で最後となった。
- ダイエーいちかわコルトンプラザ店に業態転換（店番号0401、1996年?～店名変更）。

### 金沢八景プランタン

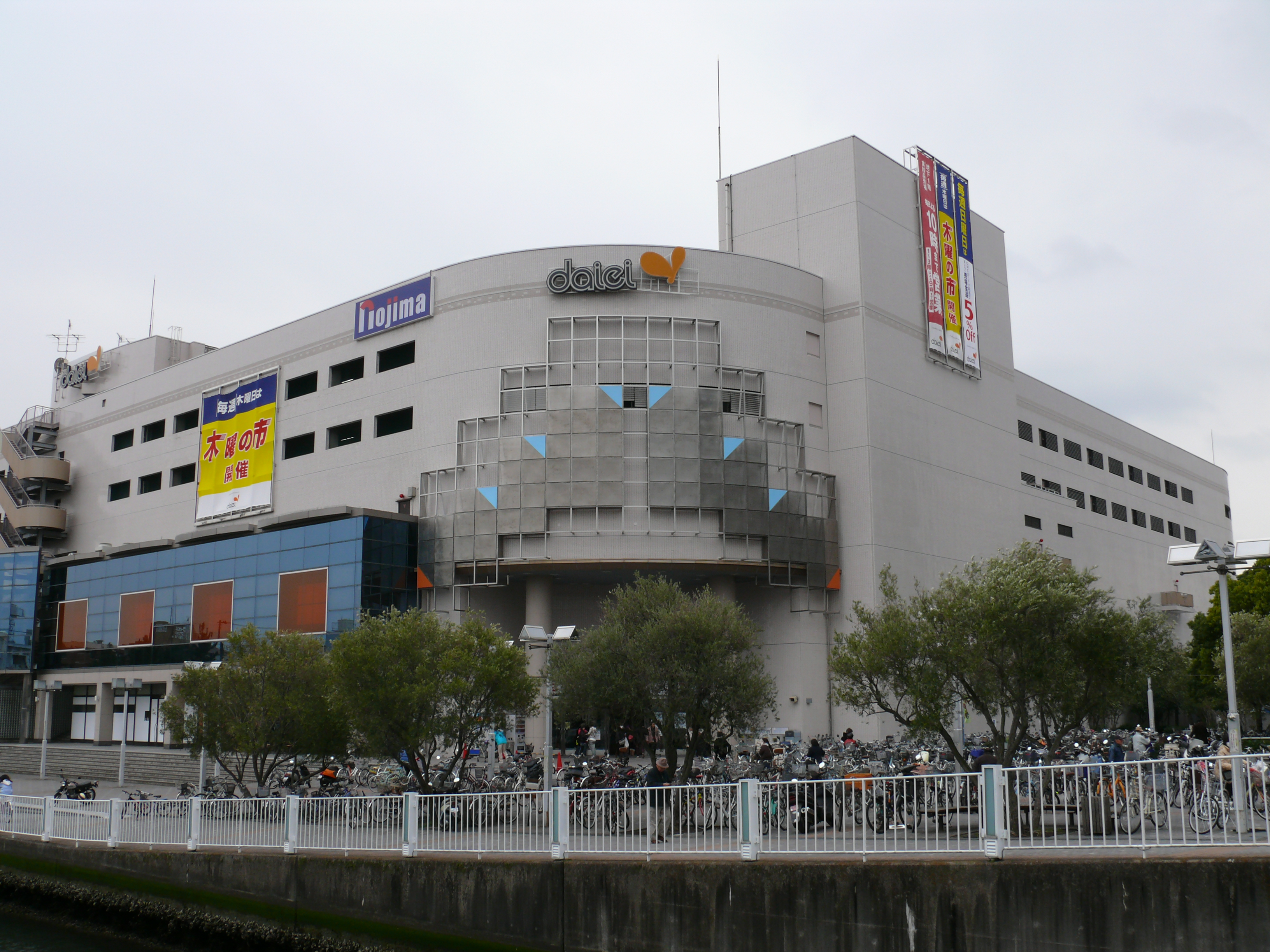
旧金沢八景プランタン
（現:イオン金沢八景店）

（運営:ショッパーズプランタン横浜、1991年9月27日 - 1994年10月）神奈川県横浜市金沢区、名称:金沢八景ショッピングセンター
- 7号店。三井不動産株式会社が所有する建物に出店。ショッパーズプランタン横浜が運営していた。
- 大型スーパーとデパートの初の混合を試みた店舗であった。
- ダイエー直営のダイエー金沢八景店に業態転換（店番号0613、1994年10月 - 店名変更）。2016年3月17日に運営がイオンリテールへ移行してイオン金沢八景店となる。

### プランタン甲子園
（運営:プランタンデパート甲子園、1993年6月17日 - 1995年9月1日）兵庫県西宮市、名称:甲子園東洋ビル
- 8号店。運営はダイエー100%出資のプランタンデパート甲子園。ダイエーのプランタン出店の最終店舗となった。
- 21世紀のデパートの有り方を模索する実験店であった。
- ダイエー直営のダイエー甲子園店に業態転換（店番号0633、1995年9月1日～店名変更）。2016年3月10日に運営がイオンリテールへ移行し、イオン甲子園店に店名を変更したが、2017年5月31日に地下1階から3階までが営業を終了し、10月1日に残る地下2階の営業を終了し閉店。跡地には2018年4月26日にCorowa（コロワ）甲子園が開業し、イオンは地下2階のみに「イオンスタイル甲子園」として再出店。

## 構想はあったが出店を断念したプランタンの店舗
プランタン石狩
（1997年計画断念）北海道石狩市
- ダイエーが出店を計画していたアウトレットモール（石狩ショッピングモール）内に出店計画があった[9]。
- ダイエーの経営難により、ダイエーそのものの出店が中止された為、白紙となった。
- 同所にイオン北海道が食品製造センター・低温物流センターを建設することを2019年に表明[10]。2021年8月からの稼働を目指している[11]。

プランタン新百合ヶ丘
（1982年計画断念）神奈川県川崎市
- 新百合ヶ丘駅前に出店する計画であった[12]。
- 現在はOPAが入居している。

プランタン戸塚
（1984年計画断念）神奈川県横浜市
- 横浜市が戸塚駅前に建設する建物に出店を表明していた[13]。
- 横浜市側が同じく出店を表明していた丸井を出店することを決定した為、自然消滅した。現在は丸井戸塚店を経て戸塚モディとなっている。

プランタン堺
（1995年計画断念）大阪府堺市
- 南海電気鉄道が建設予定だったショッピングセンターに西武百貨店が出店予定だったのが撤回となり、ダイエーが出店を計画していた。
- 採算が見込めず白紙となった。出店予定地には南海電気鉄道の子会社である南海都市創造が運営するプラットプラットとなった。

ショッパーズプランタン博多
（計画断念時時期は不明）福岡県福岡市
- 福岡地所とダイエー・ユニードが共同で建設する高層ビル「サンライフシティ（仮称）」内に出店計画があった。運営会社も店舗と同名となっていた。
- 計画縮小により白紙となった。出店予定地にはキャナルシティ博多となり、ダイエーからはバンドールとダイエーNOWが出店した（2001年閉店）。

プランタン中間
（1986年計画断念）福岡県中間市
- ダイエー中間店[注 7]隣の広大な敷地に出店計画があった。
- プランタン自体の利益が伸びず白紙となった[14]。その後、バンドール中間店[注 8]になった。

## カテプリ

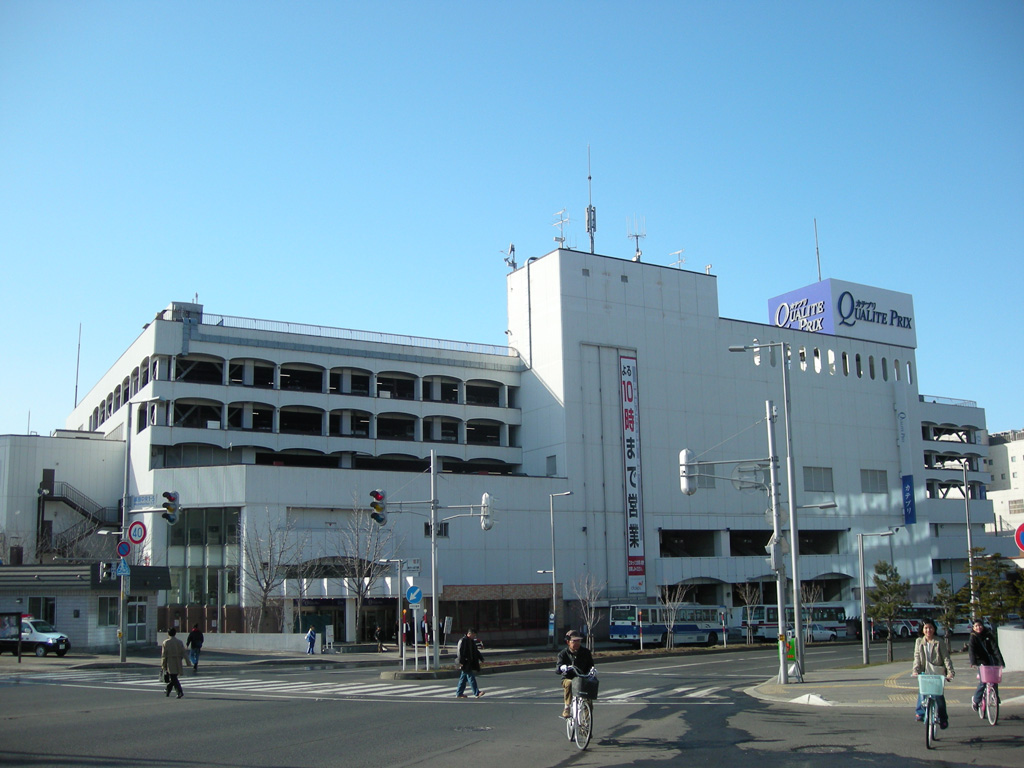
ダイエーグループ時代のカテプリ新さっぽろ
（2008年3月21日）

カテプリ（ラテン文字表記: Qualite Prix）は札幌市厚別区に所在し、札幌副都心開発公社の運営するショッピングセンター。カテ（qualité）が「品質」、プリ（prix）が「価値」を意味するフランス語による合成語である。
元はダイエーの百貨店事業（但し、日本百貨店協会非加盟）の店舗ブランド。プランタンとダイエーで結ばれていた「プランタン」の名称を使用する許諾契約が満了することにより、2000年3月にブランドが転換された。
転換時点で3店舗（新さっぽろ、なんば、銀座）が営業していたが、このうちダイエー直営であった「新さっぽろ」、ダイエーに事業集約（直営化）された「なんば」がカテプリに転換された。銀座は関連会社のプランタン銀座が独自の許諾契約を結んでいたため存続した（2002年5月にダイエーグループを離脱、2016年12月に名称の許諾契約満了で閉店）。カテプリなんばが2000年12月に閉店した事により、現存店舗は北海道札幌市の1店舗のみになった。
その後、2015年9月にカテプリ新さっぽろがイオン北海道に営業譲渡される形でイオングループのブランドとなり、2016年12月にイオンモールに再譲渡されたが、2024年7月より札幌副都心開発公社に運営移管され、イオングループを離脱した。
同所を承継した札幌副都心開発公社も、2025年9月12日のリニューアルオープンに際して「カテプリ」の名称の使用を終了し「サンピアザ」へ統合する予定であることを発表している。

### 沿革
- 2000年3月21日 - プランタンなんばがカテプリなんばとなる。
- 2000年3月22日 - プランタン新さっぽろがカテプリ新さっぽろとなる。
- 2000年12月31日 - カテプリなんばが閉店。
- 2015年9月1日 - 北海道地区のダイエーグループ店舗のイオングループ譲渡により、カテプリ新さっぽろの運営がイオン北海道に譲渡。イオンカテプリ新さっぽろ店となる。
- 2016年4月30日 - イオンカテプリ新さっぽろ店がリニューアルのため一時閉店。
- 2016年12月16日 - イオンカテプリ新さっぽろ店がカテプリとして再開業。イオン北海道から建物を転借し、運営をイオンモールが行う。
- 2024年7月1日 - カテプリの運営をイオンモールから施設保有者である札幌副都心開発公社に移管。これにより、イオングループを離脱[16][17]。

### 店舗
カテプリ
北海道札幌市厚別区
- カテプリ新さっぽろ（運営:ダイエー、2000年3月22日 - 2015年8月31日）
  - 「プランタン新さっぽろ」から転換。

- イオンカテプリ新さっぽろ店（運営:イオン北海道、2015年9月1日 - 2016年4月30日）
  - 北海道地区のダイエーグループ店舗のイオングループへの営業譲渡によりイオン北海道に譲渡される。

- カテプリ（運営:イオンモール、2016年12月16日 - 2024年6月30日）
  - イオンモールがイオン北海道から建物を転借する形で再開業。

- カテプリ（運営:札幌副都心開発公社、2024年7月1日 - ）
  - 運営がイオンモールより札幌副都心開発公社に移管される。

カテプリなんば
大阪府大阪市中央区
- カテプリなんば（運営:ダイエー、2000年3月22日 - 2000年12月31日）
  - 「プランタンなんば」から転換。事業集約のため2000年12月31日に閉店した。